# Seven7oo Mixtape
Seven7oo è il primo mixtape del collettivo italiano Seven7oo, pubblicato il 27 Maggio 2022 dalla etichetta Warner Music Italy